# David Seidler
David Seidler (4 de agosto de 1937 - 16 de marzo de 2024) fue un dramaturgo, guionista de cine y televisión británico-estadounidense.
Seidler es más conocido por escribir los guiones para la versión teatral y cinematográfica de la historia "El discurso del rey". Para la película, ganó el Premio de la Academia y un BAFTA al Mejor Guion Original.

## Primeros años y familia
Seidler nació en Londres, donde pasó su infancia temprana. Creció en una familia judía de clase media alta. Su madre, Doris, era grabadora y artista gráfica. Su padre, Bernard, era un corredor de pieles que compraba fardos de pieles bajo comisión. Tenía una oficina en la ciudad de Nueva York. Seidler emigró a Estados Unidos con su familia a principios de la Segunda Guerra Mundial durante el Blitz de Londres. El barco en el que navegaban formaba parte de un convoy de tres barcos; en el camino, uno de ellos, que transportaba prisioneros de guerra italianos del norte de África, fue hundido por submarinos alemanes. Fue durante el viaje a Estados Unidos que Seidler desarrolló un tartamudeo, antes de celebrar su tercer cumpleaños.
Posteriormente, Seidler creció en Long Island, Nueva York. Creía que su tartamudez podría haber sido una respuesta al trauma emocional de la guerra. Pensando que haría sentir incómodos a los demás, como adolescente a menudo optaba por quedarse callado.
Numerosas formas de terapia del habla le fallaron, hasta que, a los 16 años, tuvo un avance. "Decidí que si iba a tartamudear por el resto de mi vida, la gente iba a tener que soportar escucharme. Había estado deprimido, pero ahora estaba enojado; decidí que merecía ser escuchado". Eso fue cuando, en un acceso de ira, pronunció la palabra "F", o "palabra traviesa", como recordaría décadas más tarde. Dos semanas después, audicionó para la obra de su escuela, "Andrócles y el León" de Shaw, e incluso consiguió un pequeño papel, el de un cristiano que es devorado por un león. En 2005, lo utilizó en una escena de su obra de teatro sobre Jorge VI. Seidler luego asistió a la Universidad de Cornell, donde se graduó con un título en inglés en 1959.
Conforme fue creciendo, decidió escribir y su primera obra fue "Las Aventuras de un Centavo" sobre el viaje de un centavo de mano en mano. En una entrevista, Seidler recordó a Jorge VI como un héroe de la infancia, que le dio esperanza mientras escuchaba sus discursos de guerra siendo niño, animado por sus padres: "David, él tartamudeaba mucho más que tú, y mira cómo está ahora. No es perfecto. Pero puede dar estos magníficos y conmovedores discursos que unieron al mundo libre", solían decirle.

## Carrera
Seidler llegó a Hollywood a los 40 años, y su primer trabajo allí fue escribir "Tucker: El hombre y su sueño" para Francis Ford Coppola. Durante algunos años, fue miembro del equipo de escritura Feather & Seidler junto a Jacqueline Feather.
Siempre deseando escribir sobre Jorge VI y siendo tartamudo él mismo, Seidler comenzó a investigar en la década de 1970. Después de encontrar al hijo superviviente de Lionel Logue, Valentine Logue, un cirujano cerebral, le escribió en 1981. A su vez, Logue estaba ansioso por hablar con Seidler e incluso compartir los cuadernos que su padre mantenía mientras trataba al Rey, pero con la condición de que recibiera "permiso por escrito de la Reina Madre" primero. Al escribirle a ella, Seidler recibió una respuesta de su secretario privado, pidiéndole que no siguiera adelante con el proyecto durante su vida. En consecuencia, Seidler abandonó el proyecto en 1982.
La Reina Madre falleció en 2002, pero Seidler no comenzó el trabajo hasta 2005, cuando padeció cáncer de garganta, y regresó a la historia durante un período de trabajo creativo que inspiró. Finalmente, escribió el primer borrador de su guion, y su entonces esposa y compañera de escritura sugirieron que lo reescribiera como una obra de teatro, como ejercicio. Ella sentía que los "límites físicos del escenario lo obligarían a concentrarse en las relaciones clave de la historia, sin las distracciones impuestas por la preocupación por la técnica cinematográfica". En 2011, Seidler ganó un premio BAFTA al Mejor Guion Original, y más tarde un premio de la Academia al Mejor Guion Original por la película "El discurso del rey".
Al escribir el guion, Seidler descubrió que su propio tío, también llamado David y también tartamudo, había sido enviado a ver a Lionel Logue por su padre (el abuelo de Seidler).

## Fallecimiento
Seidler falleció en Nueva Zelanda el 16 de marzo de 2024, a la edad de 86 años. Estuvo casado con Mary Ann Tharaldsen, Huia Newton y Jacqueline Feather.

## Créditos de escritura
| Año       | Título                                         | Título en castellano                                   | Notas                                                     |
| --------- | ---------------------------------------------- | ------------------------------------------------------ | --------------------------------------------------------- |
| 1965–1967 | Adventures of the Seaspray                     | Aventuras de Seaspray                                  | Notas                                                     |
| 1981      | Another World                                  | Otro Mundo                                             | 6 episodios                                               |
| 1985      | Malice in Wonderland                           | Malice in Wonderland                                   | 1 episodio                                                |
| 1988      | Onassis: The Richest Man in the World          | Onassis: El hombre más rico del mundo                  | Película de televisión                                    |
| 1988      | My Father, My Son                              | Mi padre, mi hijo                                      | Película de televisión                                    |
| 1988      | Tucker: The Man and His Dream                  | Tucker: El hombre y su sueño                           | Película de televisión                                    |
| 1993      | Whose Child Is This? The War for Baby Jessica  | ¿De quién es este niño? La guerra por Baby Jessica     | Película (co-crédito con Arnold Schulman)                 |
| 1995      | Dancing in the Dark                            | Bailando en la oscuridad                               | Película de televisión, coescrita con Jacqueline Feather  |
| 1997      | Lies He Told                                   | Mentiras que contó                                     | Película de televisión (coescrita con Jacqueline Feather) |
| 1997      | Time to Say Goodbye?                           | ¿Es hora de decir adiós?                               | Película de televisión (coescrita con Jacqueline Feather) |
| 1998      | Goldrush: A Real Life Alaskan Adventure        | Fiebre del oro: Una aventura real en Alaska            | Película (coescrita con Jacqueline Feather)               |
| 1998      | Quest for Camelot                              | Búsqueda del Santo Grial                               | Película de televisión (coescrita con Jacqueline Feather) |
| 1999      | The King and I                                 | El rey y yo                                            | Película (coescrita con Jacqueline Feather)               |
| 1999      | Come On, Get Happy: The Partridge Family Story | ¡Vamos, sé feliz!: La historia de la familia Partridge | Película (coescrita con Jacqueline Feather)               |
| 1999      | Madeline: Lost in Paris                        | Madeline: Perdida en París                             | Película de televisión (coescrita con Jacqueline Feather) |
| 2000      | By Dawn's Early Light                          | Por la luz del alba                                    | Película de televisión (coescrita con Jacqueline Feather) |
| 2003      | Soraya [it]                                    | Soraya                                                 | Película de televisión (coescrita con Jacqueline Feather) |
| 2006      | Son of the Dragon                              | Hijo del dragón                                        | 2 episodios (coescrita con Jacqueline Feather)            |
| 2008      | Kung Fu Killer                                 | Asesino Kung Fu                                        | Película de televisión (coescrita con Jacqueline Feather) |
| 2010      | The King's Speech                              | El discurso del rey                                    | Película                                                  |
| 2016      | Queen of Spades                                | Reina de picas                                         | Película                                                  |

## Premios y nominaciones
Premios Óscar
| Año  | Categoría            | Película            | Resultado |
| ---- | -------------------- | ------------------- | --------- |
| 2011 | Mejor guion original | El discurso del rey | Ganador   |

| Año  | Premio                                                | Trabajo                               | Categoría | Resultado |
| ---- | ----------------------------------------------------- | ------------------------------------- | --- | --------- |
| 1989 | Writers Guild of America Award                        | My Father, My Son                     | Formato Largo Original (con Jacqueline Feather)                                                                               | Nominado  |
| 1989 | Writers Guild of America Award                        | Onassis: The Richest Man in the World | Formato Largo Adaptado (con Jacqueline Feather; empatado con Susan Cooper por el episodio "Foxfire" de Hallmark Hall of Fame) | Ganador   |
| 2002 | Writers Guild of America Award                        | By Dawn's Early Light                 | Guion Infantil (con Jacqueline Feather)                                                                                       | Nominado  |
| 2010 | Alliance of Women Film Journalists Award              | The King's Speech                     | Mejor Guion, Guion Original                                                                                                   | Nominado  |
| 2010 | Awards Circuit Community Awards                       | The King's Speech                     | Mejor Guion Original (2º lugar)                                                                                               | Nominado  |
| 2010 | Awards Circuit Community Awards                       | The King's Speech                     | Mejor Guion Original | Ganador   |
| 2010 | British Independent Film Awards                       | The King's Speech                     | Mejor Guion | Nominado  |
| 2010 | Chicago Film Critics Association Awards               | The King's Speech                     | Mejor Guion, Original | Ganador   |
| 2010 | Denver Film Critics Society                           | The King's Speech                     | Mejor Guion, Guion Original                                                                                                   | Nominado  |
| 2010 | Los Angeles Film Critics Association Awards           | The King's Speech                     | Mejor Guion, Original | Nominado  |
| 2010 | San Diego Film Critics Society Awards                 | The King's Speech                     | Mejor Guion, Original | Ganador   |
| 2010 | San Francisco Film Critics Circle                     | The King's Speech                     | Mejor Guion, Original | Nominado  |
| 2010 | Satellite Awards                                      | The King's Speech                     | Mejor Guion, Original | Ganador   |
| 2010 | Southeastern Film Critics Association Awards          | The King's Speech                     | Mejor Guion, Original | Nominado  |
| 2010 | St. Louis Gateway Film Critics Association            | The King's Speech                     | Mejor Guion Original | Nominado  |
| 2010 | Village Voice Film Poll                               | The King's Speech                     | Mejor Guion, Original | Ganador   |
| 2010 | Washington D. C. Area Film Critics Association Awards | The King's Speech                     | Mejor Guion, Original | Nominado  |
| 2011 | Golden Globe Award                                    | The King's Speech                     | Categoría de Película Característica                                                                                          | Nominado  |
| 2011 | British Academy Film Awards                           | The King's Speech                     | Mejor Guion Original | Nominado  |
| 2011 | British Academy Film Awards                           | The King's Speech                     | Premio Alexander Korda a la mejor película británica (con Emile Sherman, Gareth Unwin, Iain Canning y Tom Hooper)             | Nominado  |
| 2011 | Central Ohio Film Critics Association Awards          | The King's Speech                     | Mejor Guion Original | Ganador   |
| 2011 | Chlotrudis Awards                                     | The King's Speech                     | Mejor Guion | Ganador   |
| 2011 | Critics' Choice Movie Award                           | The King's Speech                     | Mejor Guion Original | Nominado  |
| 2011 | European Film Awards                                  | The King's Speech                     | Mejor película (con Emile Sherman, Gareth Unwin, Iain Canning y Tom Hooper)                                                   | Nominado  |
| 2011 | Humanitas Prize                                       | The King's Speech                     | Mejor Guion | Nominado  |
| 2011 | Italian Online Movie Awards                           | The King's Speech                     | Mejor Guion | Ganador   |
| 2011 | London Critics Circle Film Awards                     | The King's Speech                     | Mejor Guion Original | Nominado  |
| 2011 | National Society of Film Critics Awards               | The King's Speech                     | Mejor Guion (2º lugar) | Ganador   |
| 2011 | Online Film & Television Association Awards           | The King's Speech                     | Mejor Guion, Guion Escrito Directamente para la Pantalla                                                                      | Nominado  |
| 2011 | Online Film Critics Society Awards                    | The King's Speech                     | Mejor Guion, Original | Nominado  |
| 2011 | Toronto Film Critics Association Awards               | The King's Speech                     | Mejor Guion | Nominado  |
| 2012 | International Online Film Critics' Poll               | The King's Speech                     | Mejor Guion Original | Nominado  |